# (5652) Anfímaco
(5652) Anfímaco es un asteroide que forma parte de los asteroides troyanos de Júpiter descubierto el 24 de abril de 1992 por Carolyn Shoemaker y por su esposo que también era astrónomo Eugene Shoemaker desde el Observatorio del Monte Palomar, Estados Unidos.

## Designación y nombre
Designado provisionalmente como 1992 HS3. Fue nombrado Anfímaco en honor a Anfímaco, hijo de gran corazón de Aktorian Kteatos. Había sido pretendiente de Helena. Era líder de los Epeianos y fue asesinado accidentalmente por la lanza de Héctor, que había sido arrojada a Teucer y había fallado.

## Características orbitales
Anfímaco está situado a una distancia media del Sol de 5,209 ua, pudiendo alejarse hasta 5,607 ua y acercarse hasta 4,811 ua. Su excentricidad es 0,076 y la inclinación orbital 1,899 grados. Emplea 4342,88 días en completar una órbita alrededor del Sol.

## Características físicas
La magnitud absoluta de Anfímaco es 10,1. Tiene 53,921 km de diámetro y su albedo se estima en 0,061. 